# ФК Руданка
Фудбалски клуб Руданка је фудбалски клуб из Руданке код Добоја, који се такмичи у оквиру Регионалне лиге Републике Српске — Центар.

## Историја
Клуб је основан 1951. године. Једно вријеме је носио назив „Никос Канбера“.

## Резултати
- Прва лига Републике Српске у фудбалу 2002/03. (12. мјесто као Никос Канбера)
- Прва лига Републике Српске у фудбалу 2003/04. (15. мјесто као Никос Канбера)
- Куп Републике Српске у фудбалу 2003/04. (шеснестина финала као Никос Канбера)
- Прва лига Републике Српске у фудбалу 2005/06. (16. мјесто као Никос Канбера)
- Регионална лига Републике Српске у фудбалу — Центар 2010/11. (3. мјесто као Руданка)

## Бивши играчи
- Горан Дивљаковић
- Боро Алаџић
- Александар Бркић
- Зоран Нарић
- Роберт Видовић
- Вукослав Јовановић
- Драган Арсеновић
- Ратко Николић
- Славољуб Бубања
- Зоран Крајина
- Драган Нинковић
- Дарко Лукичић
- Славиша Ђукановић
- Душко Старчевић
- Борислав Лукић
- Ненад Гајић
- Петар Гушић
- Предраг Гајић
- Златан Ковачевић
- Зоран Милетић
- Владо Ђурђевић
- Душко Мишић
- Радован Ерцег
- Борислав Згоњанин
- Ненад Бероња
- Далибор Пуљановић
- Горан Ковачевић
- Душко Бећаревић
- Игор Гаврић
- Весељко Ерцег
- Драган Галамић
- Саша Кузмановић
- Здравко Марковић
- Горан Николић
- Данијел Вуковић
- Владимир Симић
- Златан Софрић
- Никола Андрић
- Жељко Савић
- Војислав Родић
- Синиша Ковачевић
- Небојша Домазетовић
- Јово Међедовић
- Бојан Ђурановић
- Жељко Радовановић
- Бранко Кисић
- Синиша Благојевић
- Небојша Опачић
- Саво Јањус
- Горан Бајић
- Славомир Херцег
- Ђорђе Лакић
- Синиша Ђурић
- Срђан Благојевић
- Жељко Спасојевић
- Небојша Кузмић
- Миодраг Гардашевић
- Бранко Алексић
- Горан Нешковић
- Жељко Ковачевић
- Борис Савић
- Мирослав Матић
- Саша Ђуричић
- Младен Тодоровић
- Маријо Алаџић
- Предраг Јовићевић
- Оливер Цвијетић
- Огњен Микелини
- Срђан Нинковић
- Горан Ђукић
- Драган Добрић
- Марко Растовић
- Жељко Филиповић
- Божидар Лазић
- Мирослав Ђурић
- Горан Тодоровић
- Саша Ковачевић
- Александар Јовановић
- Слободан Лукић
- Дарко Вукојевић
- Слађан Нешковић
- Дејан Шарчевић
- Србољуб Бијелић
- Миленко Јокић
- Невен Тодоровић
- Драшко Нинковић
- Борис Секулић
- Александар Радуловић
- Данијел Зеленковић
- Озрен Стакић
- Миленко Прокопић
- Немања Трипић
- Драган Тодић
- Александар Ристић
- Ненад Митровић
- Никола Спасојевић

## Бивши тренери
- Милош Јеремић
- Радован Ерцег
- Бошко Вуковић
- Јефто Попадић
- Љубиша Трипуновић
- Славољуб Бубања
- Драгослав Благојевић
- Славко Милановић